# Werner Peuke
Eugen Waldemar Werner Peuke (Deckname Konrad) (* 30. November 1905 in Berlin; † 8. Oktober 1949 in (West-)Berlin) war ein kommunistischer Funktionär während der Weimarer Republik. Dabei stand er zeitweise der innerparteilichen Opposition nahe. Während der Zeit des Nationalsozialismus war er Widerstandskämpfer und gehörte der Gruppe Neu Beginnen an. Nach dem Krieg zunächst Mitglied der KPD/SED trat er aus Protest gegen die Stalinisierung der Partei aus.

## Leben
Geboren in Berlin-Moabit als Sohn eines Steppers, konnte er als Freischüler sein Abitur machen. Er arbeitete nach einer Lehre als Techniker. Anhänger der KPD war er bereits als Schüler. Er war ab 1922 gewerkschaftlich organisiert und wurde Mitglied des Kommunistischen Jugendverbandes Deutschlands. Er war 1923 Vorsitzender des proletarischen Jugendkartells für Berlin. Ab 1925 war er Mitglied der KPD. Seither bis 1933 arbeitete er hauptamtlich als Sekretär oder Angestellter für die Partei.
Im Jahr 1929 wurde Agitpropleiter der Bezirksleitung Berlin und danach politischer Leiter des Unterbezirks Berlin-Zentrum. Im Zusammenhang mit der Kampagne gegen den Bau des Panzerkreuzers A hat er 1928 zusammen mit Karl Frank ein Hörfunkstudio besetzt, damit der kommunistische Abgeordnete Karl Schulz eine Rede gegen den Panzerkreuzerbau halten konnte. Dafür wurde Peuke 1929 zu drei Monaten Gefängnis verurteilt.
Er gehörte der oppositionellen Gruppe innerhalb der KPD um Paul Merker an, bekannte sich aber im Mai 1930 wieder zur Linie der Parteiführung, ohne die Kontakte zur Opposition abzubrechen. Er zog sich 1931 für eine von der Parteilinie abweichende Rede die Kritik von Walter Ulbricht und Paul Langner zu. Er argumentierte, dass er nur ältere Beschlüsse des ZK und der Komintern zitiert hätte. Bei der innerparteilichen Säuberung im Unterbezirk Zentrum, an der Herbert Wehner beteiligt war, wurden Peuke und andere aus ihren Ämtern entfernt.
Nach der Machtübergabe an die Nationalsozialisten arbeitete er wieder als Techniker. Er leitete eine Widerstandsgruppe, die aus der Oppositionsgruppe um Merker hervorgegangen war. Unabhängig von der KPD hat Peuke illegale Betriebsgruppen aufgebaut. Wegen der ihm fälschlich angelasteten Beteiligung an der Ermordung des SA-Mannes Horst Wessel 1930 und der Polizeioffiziere Paul Anlauf und Franz Lenck im Jahr 1931 wurde er gesucht.
Er reiste mehrfach nach Prag, hatte Kontakt zu Paul Merker und der Gruppe Neu Beginnen. Dieser schloss er sich wohl im Frühjahr 1934 an. In der Gruppe spielte er bald eine wichtige Rolle. Entgegen der Anweisung der Führung von Neu Beginnen zur Aufrechterhaltung der konspirativen Struktur hielt er den Kontakt zu den Betriebsgruppen aufrecht. Nach dem inneren Streit und der Entmachtung der älteren Führung um Walter Loewenheim gehörte er neben Karl Frank und Richard Löwenthal der neuen Führung an. Es gelang ihnen auch in Absprache mit der SOPADE zu einer Zusammenarbeit verschiedener linkssozialistischer Gruppen zu kommen.
Im Jahr 1936 wurde er in Teltow verhaftet und im KZ Columbia und im Gestapo-Gefängnis in der Prinz-Albrecht-Straße inhaftiert. Er wurde in strenger Einzelhaft gehalten und schwer misshandelt. Später kam er ins KZ Lichtenburg und dann ins KZ Sachsenhausen. Aus diesem wurde er 1939 entlassen und heiratete im selben Jahr in Teltow Paula Albertsen. Nach Beginn des Zweiten Weltkrieges wurde er 1940 zum Militär eingezogen. Nach britischer Gefangenschaft war er 1945 wieder in Berlin. Peuke trat erneut der KPD bei und wurde 1946 Mitglied der SED. Er arbeitete im Bezirksamt Berlin-Kreuzberg. Später war er Direktor der Humboldtmühle in Berlin-Tegel.
Politisch kritisierte er die Umwandlung der SED in eine stalinistische Partei. Als die Partei 1948 zum Boykott der Wahlen zur Stadtverordnetenversammlung in West-Berlin aufrief, trat er aus Protest aus der SED aus. Er kritisierte in der sozialdemokratisch orientierten Zeitung Telegraf die Blockade der Westsektoren: „Wir haben nicht alle Qualen des Faschismus ertragen, um jetzt unter anderer Flagge den gleichen Leidensweg zu gehen. Die Blockade ist unmenschlich.“ Er kündigte offen an, die SPD zu wählen. Im Sommer 1949 trat er während des Bundestagswahlkampfes für die SPD als Redner auf. Im Herbst selben Jahres verstarb er an plötzlichem Herzversagen.